# أصل كلمة يهود
الأصل اللغوى لكلمة «يهود» من واقع اللغة العبرية والتوراة.

## أولاً: لغة בלשון
عند النظر لمصطلح (היהדות == اليهودية) يبدو لنا انه مشتق من الجذر (יהד) (يَهَد) الذي لا يصرف في الوزن البسيط 1 (فعل == פעל)
ولكن في وزنين فقط هما:
- الوزن المطاوع (היתפעל - هيتبعيل) (התיהד - هيتياهيد) : تهود – صار يهوديا
- الوزن المشد (פעל - فعل) (יהד - يهد) : هود – جعله يهوديا
و نستنتج من هذا ان المصطلح هذا لم يشتق من جذر فعلى مثل ما هو متوقع انما أُشتق من اسم.. بمعنى آخر ان هذه الديانة تنسب إلى شخص مثل الذردشتية أو الماركسية، والا سم العلم هذا هو (יהודה = يهودا) – أحد أبناء يعقوب والاسباط الاثنى عشر.
ويدعم هذه النظرية تفسير اسم يهودا طبقا للتوراة وتحديدا النص الذي في سفر التكوين الإصحاح 29 العدد 35 الذي يقول:
Gen 29:35 וַתַּ֨הַר עֹ֜וד וַתֵּ֣לֶד בֵּ֗ן וַתֹּ֙אמֶר֙ הַפַּ֙עַם֙ אֹודֶ֣ה אֶת־יְהוָ֔ה עַל־כֵּ֛ן קָרְאָ֥ה שְׁמֹ֖ו יְהוּדָ֑ה וַֽתַּעֲמֹ֖ד מִלֶּֽדֶת׃
و ينطق:
وتهر عود بِن وتلٍد بِن وتأمِر هفعم أودِه إت - يهوه عل كَن قَرأه شمو يهودا وتعمود ملدِت
و ترجمته:
Gen 29:35 وحبلت أيضا وولدت ابنا وقالت: «هذه المرة احمد يهوه2 (الله)». لذلك دعت اسمه «يهوذا». ثم توقفت عن الولادة.
تلك المقولة كانت على لسان ليئة زوجة يعقوب أم يهودا
فنجد اسم يهودا יהודה يتكون من جزئين..
الجزء الأول: هو المقطع (יהו-يهو) وهو مشتق من الاسم العبرى للذات الإلهية (יהוה - يهوه)، وتلك الطريقة نجدها في الكثير من الأسامى مثل (يهوشوع == יהושוע) (يهوقيم == יהויקים)
الجزء الثاني: المقطع (דה - ده) المشتق من المقطع (ידה - يده) بمعنى شكر – حمد
و بذلك نجد ان هذا العدد يدعم تلك النظرية في تفسير اسم يهودا كما أنه من الجدير بالذكر أيضا ان الجذر (יהד) (ي ه د) هو جذر حديث نسبيا بالنسبة للغة العبرية وجذر (ידה) (يَدَه) هو الأقدم، والمقطع الثاني مشتق من هذا الجذر القديم

## ثانيا: اصطلاحا במנוח
تتفق أغلب التعريفات الاصطلاحية على نقاط معينة منها:
- اسم يطلق على الدين الذي يعتنقه بنى إسرائيل ويعتقدون فيها بأنها منزلة من السماء على موسى وتلقى الشريعة على جبل سيناء بعد خروجه ببنى إسرائيل من مصر.
- تتمثل في مجموعة من العقائد والشرائع والطقوس وقواعد السلوك، تراكمت على مدى آلاف السنين.
و مع تفسير اسم هذه الديانة نجد مشكلة أخرى قد ظهرت امامنا وهي ان كانت الديانة هذه والتي يعتنقها بنى إسرائيل وبدأت مع نزول الوحى على موسى تسمى اليهودية.. فما هو اسم ديانة بنى إسرائيل قبل موسى وفي زمن الآباء ؟! بل مع التعمق سنجد ان مسمى يهودية هو اسم دخيل على هذه الديانة ولم يكن يعرفه موسى، بل أُدخل فيما بعد !

## الهوامش
1- أوزان اللغة العبرية : يوجد في اللغة العبرية أوزان مثل اللغة العربية وعدد هذه الأوزان سبعة، وليس كل جذر يمكن ان يصرف في كل هذه السبعة.
2-  يهوه : هو اسم اله اليهود في العهد القديم - التوراة - وو هو علم من الأفضل الا يترجم ولكن يمكن ان نضع بدلا منه اسم العلم «الله» للتوضيح، وقد وقع أغلب مترجمى التوراة إلى العرابية ومنهم المترجمون المسيحيون الذين ترجموا الكتاب المقدس في خطئ بسيط ولكنه فاضح وهو انهم يترجمون اسم العلم يهوه إلى الرب أو الاله مما يوحى للقارئ انه ليس اسم علم وعلى العكس يقومون بترجمة إلوهيم - ليس اسم علم - والتي تعنى الاله أو الرب إلى الله - اسم علم -، ولا ندرى حقيقةً هل هذا خطئ عفوى أم خطئ مقصود من المترجمين المسيحين لتدعيم فكرة ما؟!